# Read My Mind (Reba McEntire)
Read My Mind è il diciottesimo album in studio (il ventesimo in totale) della cantante statunitense Reba McEntire, pubblicato nel 1994.

## Tracce
1. Everything That You Want – 4:24 (Randy Sharp, Jack Wesley Routh)
2. Read My Mind – 3:59 (Keith Thomas, Melissa Coleman, Todd Moore)
3. I Won't Stand in Line – 3:57 (Sharp, Steve Diamond)
4. I Wish That I Could Tell You – 3:19 (Tony Martin, Van Stephenson, Reese Wilson)
5. She Thinks His Name Was John – 4:22 (Sandy Knox, Steve Rosen)
6. Why Haven't I Heard from You – 3:27 (Knox, T.W. Hale)
7. And Still – 3:27 (Liz Hengber, Tommy Lee James)
8. The Heart Is a Lonely Hunter – 3:50 (Mark D. Sanders, Kim Williams, Ed Hill)
9. I Wouldn't Wanna Be You – 3:34 (Sharp, Jeff Silbar)
10. Till You Love Me – 3:50 (Bob DiPiero, Gary Burr)